# Hygrochroa tropea
Hygrochroa tropea är en fjärilsart som beskrevs av William Schaus 1896. Hygrochroa tropea ingår i släktet Hygrochroa och familjen silkesspinnare. Inga underarter finns listade i Catalogue of Life.